# Тарауа
Тарауа (на английски: Tarawa) е заселен атол, на който е разположена столицата Южна Тарауа на Кирибати.
Има голяма лагуна с обща площ 500 km2 и широк риф. Въпреки че естествено изобилства от всякакъв вид риба и миди, морските ресурси намаляват вследствие голямото и нарастващо население. Северна Тарауа представлява низ от островчета от Буарики на север до Буота на юг. На места островчетата са отделени от широки канали. Между Буота и Абатао има фериботна връзка. Само Буота е свързан с автомобилен път до Южна Тарауа. На Южна Тарауа построяването на автомобилни пътища е създало една продължителна ивица земя, разпростираща се от Бетио на запад до Танаеа на североизток. Повечето от жителите на атола живеят в Южна Тарауа.